# Kristendomsskola
Kristendomsskola kan sägas vara baptistiska kristna samfunds motsvarighet till konfirmationsundervisningen inom exempelvis Svenska kyrkan.
Eftersom baptistiska samfund inte genomför dop av spädbarn, har man inte heller någon ceremoni där den döpte vid medveten ålder bekräftar, konfirmerar, sitt dop.
I stället anordnar man motsvarande undervisning under namnet Kristendomsskola.
De som efter genomgången undervisning så önskar, blir döpta.
Kristendomsskolor finns huvudsakligen inom Pingströrelsen i Sverige, Evangeliska Frikyrkan och Svenska Baptistsamfundet. En del Kristendomsskolor anordnas i lokala församlingar och andra hålls i internatform på lägergårdar och folkhögskolor.